# Italian History VI
Italian History VI (deutsch „Italienische Geschichte 6“) ist das sechste Studioalbum der italienischen Heavy-Metal-Band Alltheniko. Es wurde am 15. September 2017 über das deutsche Musiklabel Pure Steel Records veröffentlicht. Neben der CD-Version besteht auch die Möglichkeit zum Download.

## Entstehung
Für die Produktion zeichnete die Band selbst verantwortlich. Die Gestaltung des Covers und das Layout des CD-Booklets übernahm Gitarrist Joe Boneshaker.
Das Album enthält mit Emblema und dem Titelsong zwei Stücke in italienischer Sprache. Emblema wurde zudem als Single via Soundcloud ausgekoppelt.

## Lieder
Das Album besteht aus neun Liedern, deren Urheberschaft gemeinschaftlich bei Alltheniko liegt:
1. Man on the Edge – 04:27
2. Respect and Fight – 03:45
3. Emblema – 04:16
4. Waste of Time – 03:48
5. Pain to Play – 04:55
6. Denier – 04:55
7. Like a Fake – 03:50
8. Italian History VI – 05:11
9. Propaganda – 02:23

## Rezeption
Vergleichsweise euphorisch steigt der Rezensent von Metal Factory aus der Schweiz mit dem Ausruf Heilig’s Blechle! in seine Kritik ein, die unter dem Strich 9 von 10 Punkten erhält:

„mit einem solchen Brett hatte ich ehrlich gesagt nicht gerechnet [...] ganz klar der bisherigen Höhepunkt im Schaffen von Alltheniko [...] Fakt ist, dass diesmal dem Trio die praktisch perfekte Balance aus Speed, Härte und Melodie gelungen ist“

Bei time-for-metal.eu erhält das Album in der Gesamtwertung 9 Punkte und das Fazit:

„Alltheniko bleiben auf Italian History VI ihrer Geschichte treu und machen das, was sie können: erdigen Heavy Metal mit einem Schuss Power, Speed und Trash Metal. Herausgekommen ist dabei ein tolles energiegeladenes und abwechslungsreiches Potpourri für eine geile Heavy Metal Party.“

Skeptischer zeigt sich der Rezensent des Rock Hard, der für das Album 5,5 Punkte vergibt und konstatiert:

„Das sechste Album des Trios aus dem Piemont und vielleicht auch das aggressivste und schnellste, aber ganz sicher nicht das beste. Recht zügellos und stellenweise ein wenig chaotisch bewegt man sich mit seinem Songmaterial [...] zwischen Power- und Speed Metal.“